# 德斯·沃克
德斯·沃克（英語：Des Walker，1965年11月26日—），前英格蘭成員，諾定咸森林足球會的著名中堅球員。

## 生涯
迪斯·獲加在1965年於倫敦出生，並後在1983年正式成為當時英甲的诺丁汉森林足球俱乐部球員，及後於1984年3月首度為球會披甲上陣。
於1989年，迪斯·獲加協助球會於英格蘭聯賽杯中以3:1擊敗盧頓，奪得冠軍，該冠軍是迪斯·獲加在諾定咸森林的第一個冠軍。次年，球會再次晉身決賽，諾定咸森林以1:0小勝，蟬聯聯賽杯的冠軍，也是迪斯·獲加的第二個錦標，這是迪斯·獲加在足球生涯中的首個高峰。
不過，迪斯·獲加在1991年卻跌至底部，他於首次出席的英格蘭足總盃，對手是，後來因為迪斯·獲加的烏龍球以令球會最終以2:1失去冠軍寶座。1年後，迪斯獲加展開了足球生涯新的一頁，意甲的以150萬英鎊簽入迪斯·獲加，但可惜迪斯·獲加未能適應意大利的生活而導致表現極為低沉，於是一季之後便返回英格蘭踢足球，在這季中，谢周三足球俱乐部以275萬令迪斯·獲加成功加盟。
加盟這支新的英超球會後，球迷都對他付有厚望，但畢竟錫周三的整體能力比其他同級的球會較低，因此，迪斯·獲加這位防守球員的表現顯然比起在諾定咸森林的實力遜色，在迪斯·獲加效力的八個球季後，錫周三終於降至英甲。
錫周三降級後，迪斯·獲加在休息一年後返回母會諾定咸森林，在2004年至2005年的球季後，迪斯·獲加正式退役，成為了球會的領隊，不久後就離職。
在國家隊方面，迪斯·獲加因有同類球員的出現，因而未得到重用。但在1988年歐洲國家杯後，英格蘭改組，迪斯獲加得到重新，於1988年對丹麥的友誼賽中，迪斯獲加處子演出，開始了他在國家隊發展的一頁，兩年後的世界盃外圍賽，迪斯·獲加與以及皮亞斯組成的穩固防線，令英格蘭保持不失。
在決賽周中，堅固的防守令國家隊於分組賽中得失1球，在四強賽中，英格蘭在点球大战中以4:3不敵德國，迪斯·獲加無緣決賽，世界盃後，迪斯·獲加令大眾對他信心大增，可惜在1992年歐洲國家杯中，英格蘭於分組賽中以2和1負得2分的成績，在小組中排行第4，在分組賽中出局，這是迪斯·獲加在國家隊中的低潮。
歐洲國家杯後，由於迪斯·獲加在中的表現太差，又在1994年世界杯外圈賽中的表現不穩，而後在1993年11月中對聖馬利諾是當時29歲的迪斯·獲加最後一場代表國家隊的球賽，自此之後，迪斯·獲加再沒有披上國家隊的戰衣，迪斯·獲加在國家隊中只在短短5年的生涯。